# Aksi
Aksi (también conocida en estonio como Väike-Prangli, o Pequeña Prangli, o Äksi) (en sueco: Lilla Wrangelsö) es una isla de Estonia en el golfo de Finlandia, con una superficie de 59 hectáreas. Sus coordenadas geográficas son  59°35′59″N 25°05′23″E / 59.59972, 25.08972 forma un archipiélago con las otras islas cercanas de Prangli y Keri. Aksi pertenece a la parroquia de Viimsi en el condado de Harju.
Aksi es una parte del área de protección de Prangli. El extremo norte de la isla es de piedra, su extremo sur es de arena y esta cubierta de enebros y abedules.
Aksi fue habitado desde 1790 hasta 1953, cuando los últimos habitantes fueron obligados a salir por la guardia fronteriza soviética. Muchos ya habían huido en 1944, principalmente a Suecia.
Posee un faro que fue construido en 1986.

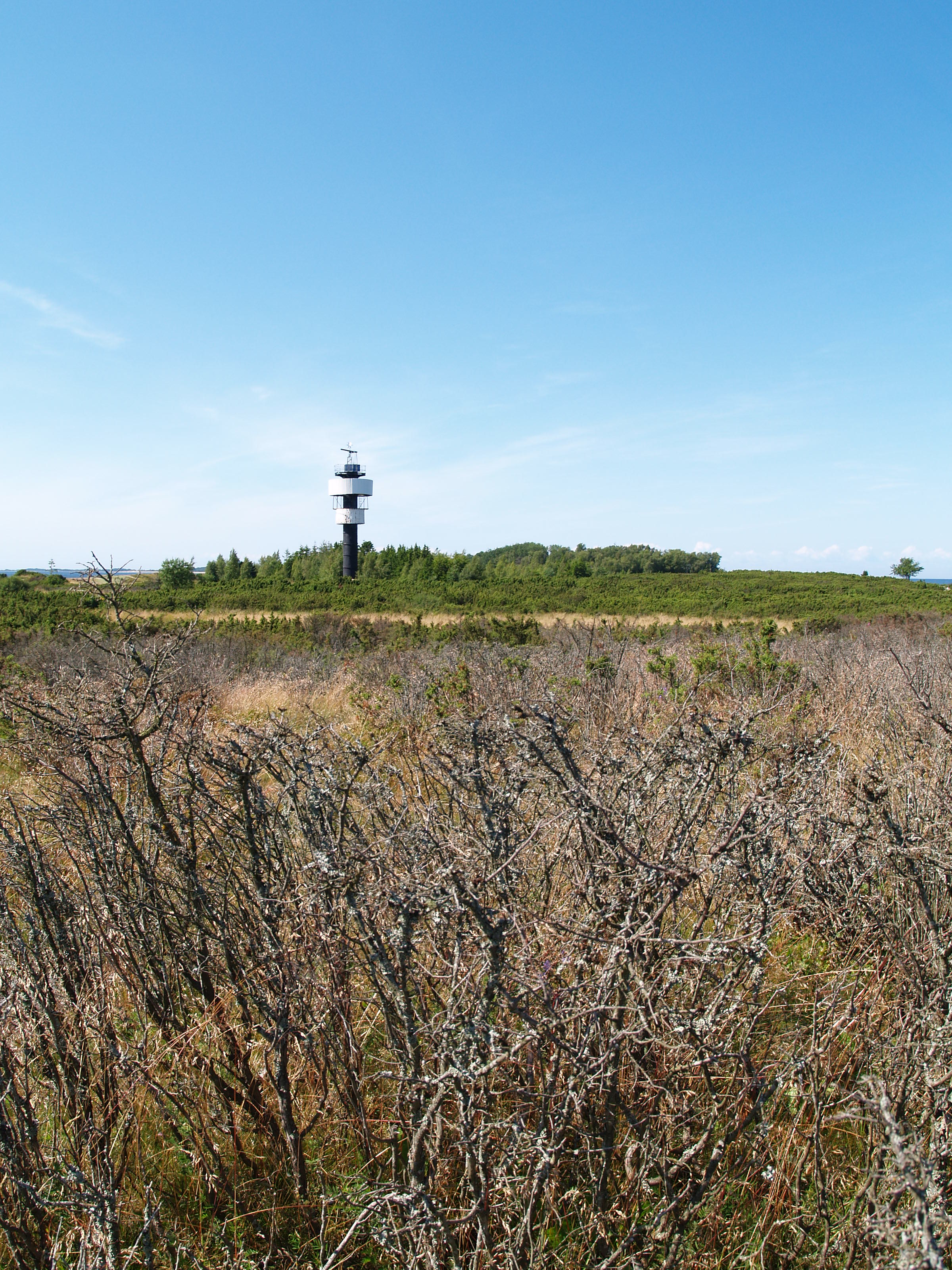
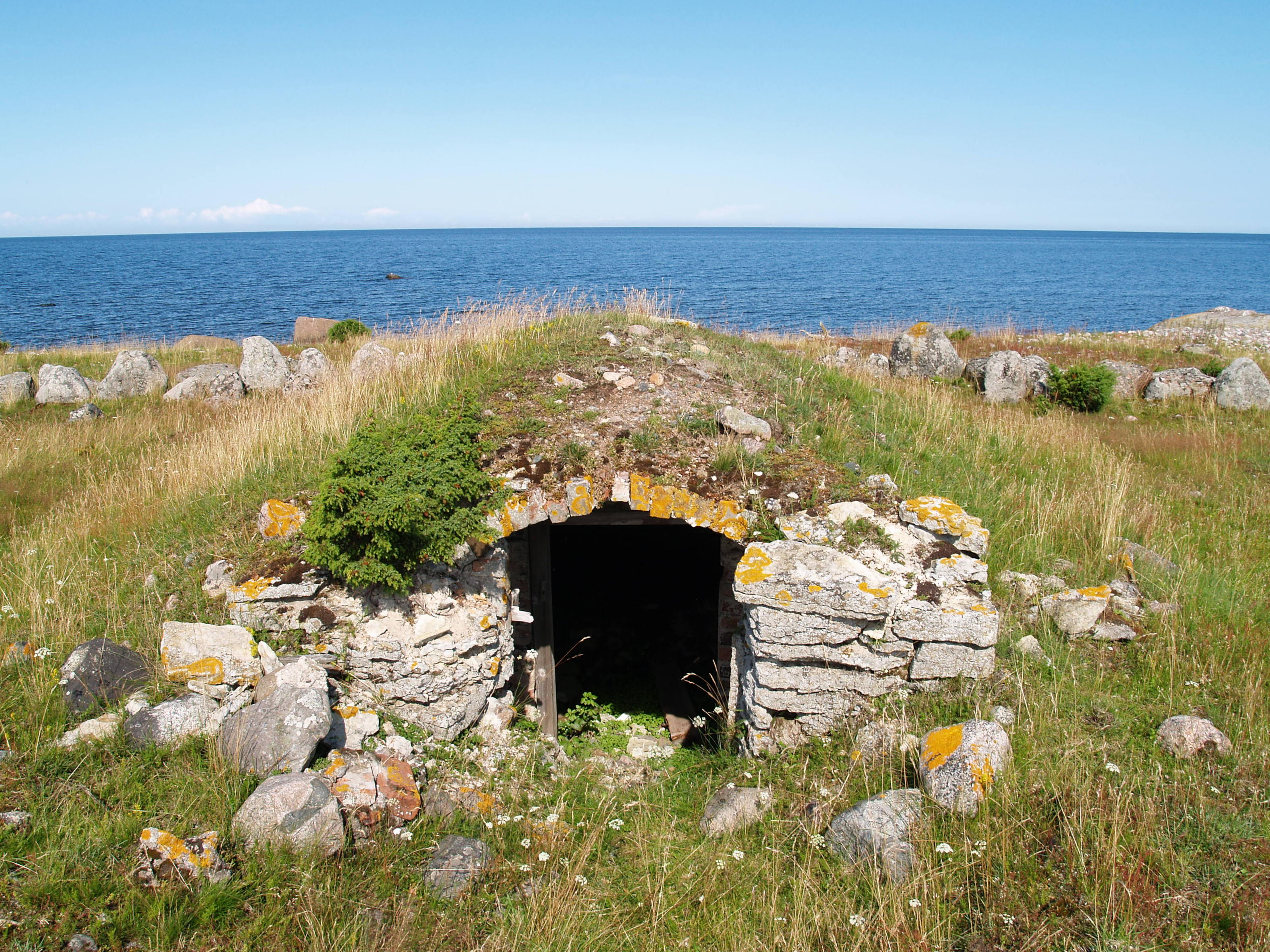
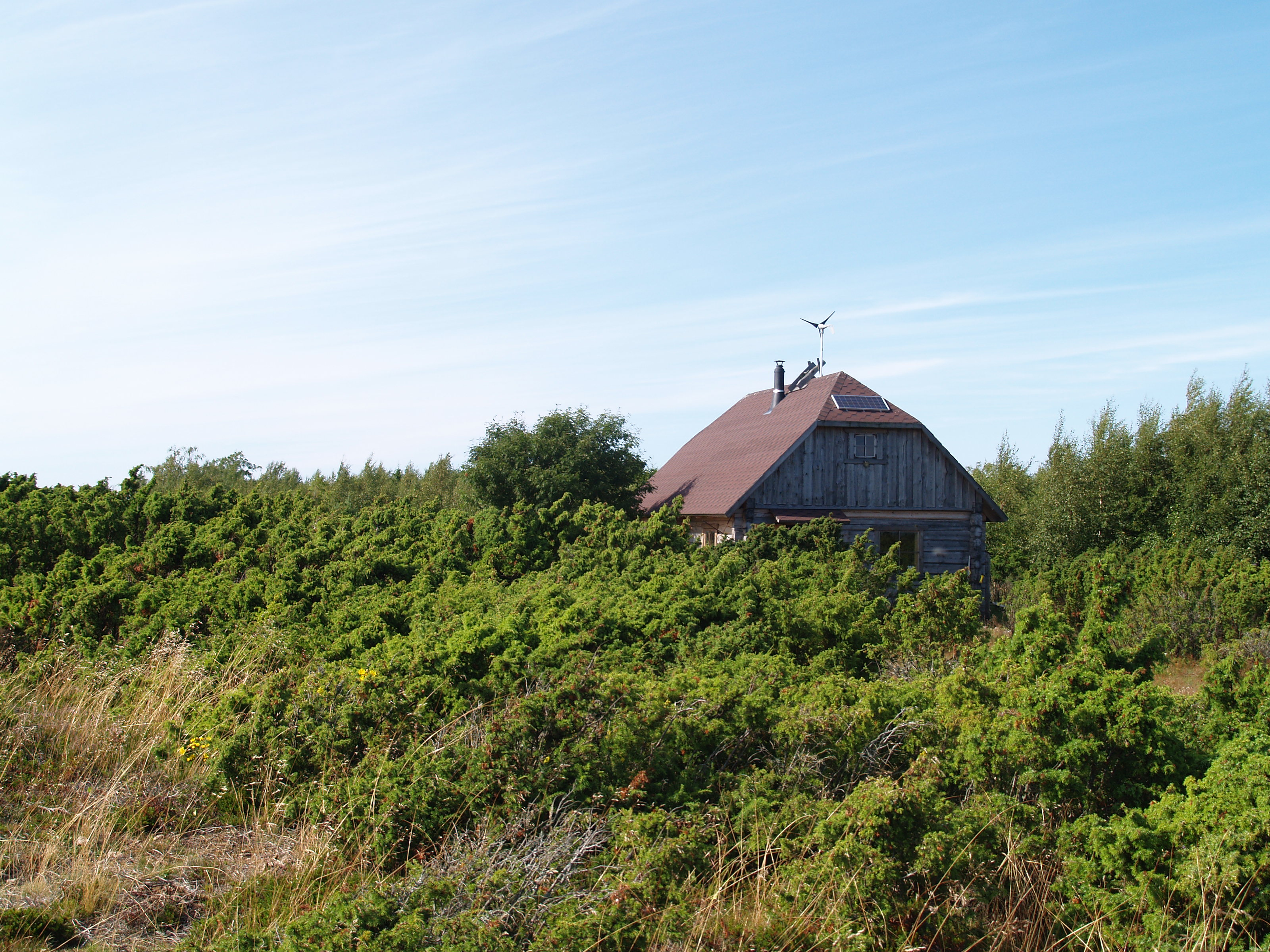
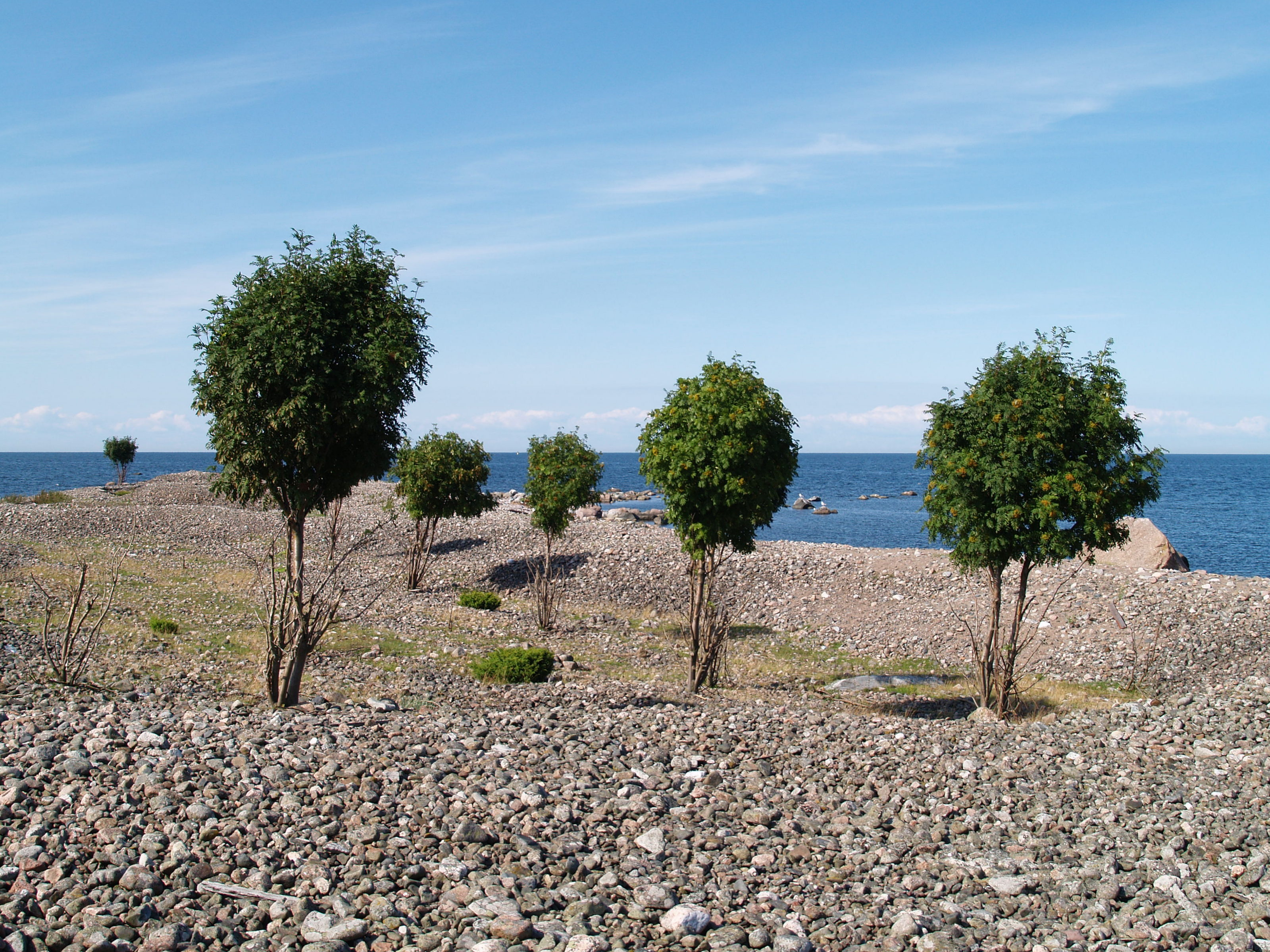